# روم‌ایلی

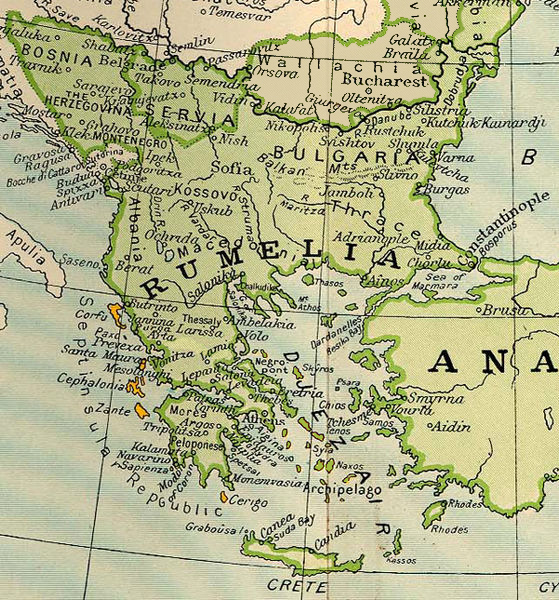

روم‌ایلی به‌معنی «سرزمین روم» نامی ترکی از قرن پانزدهم میلادی به‌بعد در اشاره به متصرفات امپراتوری عثمانی بود که در نواحی جنوبی بالکان با عنوان (به انگلیسی: Eastern Rumelia) یا «روم شرقی» از آن یاد می‌کردند. این منطقه یکی از ولایتهای امپراتوری عثمانی بود. این نام در زبان‌های بوسنیایی، صربی و مقدونی به‌صورت روملیا (Rumelija)، در زبان آلبانیایی به‌صورت روملی (Rumeli)، در زبان بلغاری به‌صورت رومِلیا و در زبان یونانی به‌صورت رومِلی به‌کار می‌رفت. در ترکیهٔ امروز، کلمهٔ تراکیا در اشاره به بخش اروپاییِ ترکیه، جایگزین روم‌ایلی شده‌است. کاربرد کلمهٔ روم‌ایلی منحصر به زمینه‌های تاریخی و جنبه‌های فرهنگیِ جمعیت‌های ترک‌زبان بالکان شده‌است.